# (2817) Perec
(2817) Perec ist ein Asteroid des Hauptgürtels, der am 17. Oktober 1982 vom US-amerikanischen Astronomen Edward L. G. Bowell an der Anderson Mesa Station (IAU-Code 688) des Lowell-Observatoriums in Coconino County entdeckt wurde.
Der Asteroid wurde nach dem französischen Schriftsteller und Filmemacher Georges Perec (1936–1982) benannt, der  Mitglied der Oulipo-Gruppe war und zu den wichtigsten Vertretern der französischen Literatur nach dem Zweiten Weltkrieg gezählt wird.